# Premier ministre des Tonga
Le Premier ministre des Tonga dirige le gouvernement du monarque (His Majesty's government), ce dernier étant officiellement à la tête de l'exécutif.
La fonction de Premier ministre fut établie par la Constitution de 1875, dont l'article 51 dispose que le Premier ministre et les autres ministres sont nommés et révoqués par le roi.
Au cours des années 2000, le pays connut une démocratisation accrue. En mars 2006, le roi Taufa'ahau Tupou IV nomme Feleti Sevele, un membre modéré du mouvement démocrate, au poste de Premier ministre. Sevele est alors le premier roturier à accéder à ce poste, depuis Shirley Baker en 1880. Tous les Premiers ministres dans l'intervalle avaient été des membres de la noblesse tongienne, voire de la famille royale.
En juillet 2008, le roi George Tupou V, ayant hérité de la couronne au décès de son père, annonça des réformes démocratiques plus importantes. Il abandonnerait l'essentiel de ses pouvoirs exécutifs, et suivrait dorénavant la coutume de monarchies telles le Royaume-Uni, n'exerçant ses prérogatives qu'en accord avec les conseils du Premier ministre - qui serait désormais le réel chef du gouvernement. En outre, il ne nommerait plus le Premier ministre à sa guise, mais nommerait à ce poste un député élu par le Parlement,,.
À la suite des élections législatives de novembre 2010, qui concrétisèrent la réforme vers la démocratie, Lord Tu‘ivakano, un représentant de la noblesse, fut élu Premier ministre par les autres députés, et conséquemment nommé à ce poste par le roi. À l'issue des élections législatives de 2014, une alliance entre les députés démocrates et indépendants porte ʻAkilisi Pohiva, le vétéran du mouvement pour la démocratie, à la tête du gouvernement. Il devient ainsi le premier roturier à être élu par le Parlement à la fonction de Premier ministre. Il meurt dans l'exercice de ses fonctions en 2019. Pohiva Tuʻiʻonetoa lui succède, formant un gouvernement avec les nobles et les députés conservateurs sans étiquette. Le gouvernement Tuʻiʻonetoa perd les élections de 2021, qui portent au pouvoir Siaosi Sovaleni. À la suite de désaccords avec le roi, celui-ci démissionne en décembre 2024 ; les députés élisent ‘Aisake Eke à sa succession.

## Liste des premiers ministres
Les personnes suivantes ont exercé la fonction de Premier ministre des Tonga.
| Nom | Nom                                      | Nom | Dates du mandat     | Parti                                                 | Autres fonctions occupées pendant le mandat                                                                                                  | Notes, faits marquants |
| --- | ---------------------------------------- | --- | ------------------- | ----------------------------------------------------- | --- | --- |
|     | Prince Tevita ʻUnga                      |     | 1876-1879           | aucun                                                 | | Nommé à la suite de la promulgation de la Constitution de 1875. Prince héritier ; décède avant son père. Auteur des paroles de l'hymne national tongien. |
|     | Shirley Baker                            |     | 1880-1890           | aucun                                                 | Ministre des Affaires étrangères ; Ministre des Terres                                                                                       | À l'origine, missionnaire britannique. Premier roturier, et seul non-autochtone, à occuper le poste. Auteur de la Constitution. Amende les lois relatives à la propriété des terres. Établit avec le roi l'Église libre des Tonga. Déporté du pays en 1890, sous pression des autorités britanniques.                          |
|     | Siaosi Tukuʻaho                          |     | 1890-1893           | aucun                                                 | | Mort du roi George Tupou Ier en 1893. |
|     | Siosateki Veikune                        |     | 1893-1904           | aucun                                                 | | Début du protectorat britannique en 1900. Les Tonga demeurent autonomes, mais perdent leur pleine souveraineté. |
|     | Siaosi Tuʻi Pelehake                     |     | 1905                | aucun                                                 | | Père du roi George Tupou II. Premier ministre pendant seulement quelques jours. |
|     | Sione Tupou Mateialona                   |     | 1905-1912           | aucun                                                 | | Oncle du roi George Tupou II. |
|     | Tevita Tuʻivakano                        |     | 1912-1923           | aucun                                                 | | Mort du roi George Tupou II en 1918. |
|     | Prince Viliami Tungi Mailefihi           |     | 1923-1941           | aucun                                                 | | Prince consort de la reine Salote Tupou III. Création des Services de défense tongiens, qui participent à la Seconde Guerre mondiale. |
|     | Solomone Piutuau Ulamoleka Ata           |     | 1941-1949           | aucun                                                 | | |
|     | Prince Siaosi Taufaʻahau Tupoulahi       |     | 1949-1965           | aucun                                                 | | Prince héritier ; il succède à sa mère la reine Salote Tupou III en 1965, devenant le roi Taufaʻahau Tupou IV |
|     | Prince Fatafehi Tuʻi Pelehake            |     | 1965-1991           | aucun                                                 | | Frère du roi Taufaʻahau Tupou IV. Record de longévité pour un premier ministre tongien. Fin du protectorat britannique en 1970 ; le pays retrouve son entière souveraineté. |
|     | Baron Vaea de Houma                      |     | 1991-2000           | aucun                                                 | Ministre de l'Agriculture et des Forêts ; ministre des Pêcheries, de la Mer et des Ports ; ministre des Communications ; ministre des Femmes | Cousin du roi Taufaʻahau Tupou IV. Premier détenteur du titre de baron, créé pour lui. Entrée des Tonga à l'Organisation des Nations unies en 2000. |
|     | Prince ʻAhoʻeitu ʻUnuakiʻotonga Tukuʻaho |     | 2000-2006           | aucun                                                 | Ministre des Affaires étrangères ; Ministre de la Défense                                                                                    | Fils du roi Taufaʻahau Tupou IV. Grève du service public et manifestations en 2005 pour demander plus de démocratie. En 2012, il devient le roi Tupou VI. |
|     | Feleti Sevele                            |     | 2006-2010           | Mouvement pour les droits de l'homme et la démocratie | | Second roturier (et premier roturier autochtone) à occuper ce poste, dans le cadre d'une transition vers la démocratie. Décès du roi Taufaʻahau Tupou IV en septembre 2006. Émeutes de manifestants pro-démocrates en novembre 2006. Adoption de réformes constitutionnelles instaurant la démocratie, mises en œuvre en 2010. |
|     | Lord Tu‘ivakano                          |     | 2010-2014           | aucun                                                 | Ministre de la Défense ; Ministre des Affaires étrangères ; Ministre de l'Information et des Communications                                  | Premier Premier ministre à être choisi par le Parlement (majoritairement élu par le peuple pour la première fois) et non pas par le roi. Décès du roi George Tupou V en mars 2012. |
|     | ʻAkilisi Pohiva                          |     | 2014-2019           | Parti démocrate des îles des Amis                     | Ministre des Affaires étrangères et du Commerce extérieur ; Ministre de l'Éducation et de la Formation                                       | Vétéran du mouvement pour la démocratie. Député depuis 1987. Premier roturier à être élu Premier ministre par un Parlement lui-même majoritairement élu par le peuple. |
|     | Semisi Sika                              |     | 2019 (intérim)      | Parti démocrate des îles des Amis                     | Ministre des Finances | |
|     | Pohiva Tuʻiʻonetoa                       |     | 2019-2021           | Parti populaire                                       | Ministre des Affaires étrangères | Reconnu coupable par la suite de corruption électorale. |
|     | Siaosi Sovaleni                          |     | 2021-2024           | aucun                                                 | Ministre de la Défense | Ouverture de l'université nationale des Tonga. En conflit avec le roi Tupou VI, il est contraint de démissionner. |
|     | Samiu Vaipulu                            |     | 2024-2025 (intérim) | aucun                                                 | | |
|     | ‘Aisake Eke                              |     | depuis 2025         | aucun                                                 | | |